# Alexander Bichler
Alexander Bichler (* 30. April 1949 in München) ist ein deutscher Schriftsteller und Essayist.

## Leben
Nach katholisch geprägter Kindheit, unter anderem in den Klosterinternaten Algasing und Mindelheim, lebte er ab 1967 in West-Berlin. Dort machte er 1969 sein Abitur. Danach belegte er ein Studium der Philosophie und Ökonomie an der Freien Universität Berlin und schloss 1982 als Magister phil. ab. Von  1979 bis 1985 hatte er verschiedene Aufenthalte in Italien zum Studium der italienischen Sprache und Kultur: in Perugia, Siena und Urbino. Im Jahre 1988 erschien im Berliner Arsenalverlag seine auf die Sphäre der Alltagskultur fokussierte Miniaturensammlung unter dem Titel Aus Italien.
Während er durch sein ökonomisches Engagement im Immobiliensektor seinen Lebensunterhalt sicherte, verbleibt, eigenen Angaben zufolge, sein Projekt eines strikt theoretisch ausgerichteten Werks über Alltagskultur und Mentalitätsgeschichte weiterhin im Entwurfsstadium. Mit seinen Frühlingspartiten (Erste Folge 2016; Zweite Folge 2019) kehrte er zur literarischen Ich-Perspektive seiner italienischen Denkbilder zurück und damit zu der dort entfalteten Verbindung von individueller Erfahrung und verallgemeinernder Reflexion. 
Eine dritte Folge wurde 2022 abgeschlossen und 2025 im Verlag Akademie der Abenteuer zusammen mit der ersten und der zweiten Folge in einem Band veröffentlicht.

## Werke
- Aus Italien[1], Berlin 1988. ISBN 3-921810-85-X
- Frühlingspartiten, Erste Folge Nr. 1-30. Berlin 2016. ISBN 978-3-945383-89-6
- Frühlingspartiten, Zweite Folge Nr. 31-60. Berlin 2019. ISBN 978-3-95999-054-7
- Frühlingspartiten, Stationen einer Wiedererweckung, Erste bis Dritte Folge, Nr. 1 - 85. Berlin 2025. ISBN 978-3-98530-148-5